# Narodni park Nanda Devi
Narodni park Nanda Devi ali biosferni rezervat Nanda Devi, ustanovljen leta 1982, je narodni park, ki leži okoli vrha Nanda Devi (7816 m) v okrožju Čamoli Garhval v Utarakhandu v severni Indiji. Celoten park leži na višini več kot 3500 m nad srednjo gladino morja.
Narodni park je UNESCO leta 1988 uvrstil na seznam svetovne dediščine. Kasneje so ga leta 2005 razširili in preimenovali v Narodna parka Nanda Devi in Dolina cvetja.
Znotraj narodnega parka leži svetišče Nanda Devi, ledeniška kotanja, obdana z obročem vrhov, visokih med 6000 in 7500 m, ki jih reka Riši Ganga odmaka skozi strmo, skoraj neprehodno sotesko.
Narodni park je del 2.236,74 km² velikega biosfernega rezervata Nanda Devi, ki je nato zajet v 5.148,57 km² varovalnega pasu okoli Unescove dediščine NP Nanda Devi in NP Dolina cvetja.
Najboljši čas za obisk narodnega parka Nanda Devi je od maja do oktobra.

## Zgodovina
Prvi zabeleženi poskus raziskovanja svetišča je leta 1883 izvedel W. W. Graham, ki je lahko nadaljeval samo do Riši Gange. Drugi poskusi raziskovalcev leta 1870, (T. G. Longstaff), 1926, 1927 in 1932 (Hugh Ruttledge) niso prinesli plodnih rezultatov. Eric Shipton in H. W. Tilman sta vstopila v notranje svetišče skozi Riši Ganga leta 1934 in tako začela obsežno raziskovanje. Leta 1939 je bilo območje razglašeno za rezervat za divjad.

### Ledeniška poplava 2021
Ob približno 10.45 dopoldan IST dne 7. februarja 2021 so se zgodile poplave vzdolž reke Riši Ganga in njene doline po zemeljskem plazu, snežnem plazu ali poplavi ledeniškega jezera na ledeniku Nanda Devi. Povzročil ga je velik skalni in ledeni plaz, sestavljen iz materiala, ki se je odbil z vrha Ronti. Povzročil je poplave v okrožju Čamoli, predvsem v reki Riši Ganga, reki Dhauli Ganga in nato v Alaknandi – glavnem povirju Gangesa (zemljevida 2 in 3). Nesreča je pustila več kot 200 mrtvih ali pogrešanih. Največ je bilo delavcev na gradbišču jezu Tapovan.

## Lega svetišča Nanda Devi
Svetišče Nanda Devi v narodnem parku lahko razdelimo na dva dela, notranji in zunanji. Skupaj je obdano z glavnim zidom, ki tvori približno kvadraten obris z visokimi neprekinjenimi grebeni na severni, vzhodni in južni strani. Na zahodni strani se manj visoki, a še vedno mogočni grebeni spuščajo s severa in juga proti soteski Riši Ganga, ki odmaka svetišče proti zahodu.
Notranje svetišče zavzema približno dve tretjini vzhodne celotne površine in vsebuje sam vrh Nanda Devi ter dva glavna ledenika, ki obkrožata vrh, ledenik Utari Riši in ledenik Dakšini Riši. Ta se napajata iz manjših ledenikov Utari Nanda Devi oziroma Dakšini Nanda Devi. Prvi zabeleženi vstop Britancev v Notranje svetišče sta leta 1934 naredila Eric Shipton in H. W. Tilman skozi sotesko Rishi.
Zunanje svetišče zavzema zahodno tretjino celotnega svetišča in je ločeno od notranjega svetišča z visokimi grebeni, skozi katere teče Riši Ganga. Riši Ganga ga razdeli na dva dela; na severni strani leži ledenik Ramani, ki teče s pobočij Dunagirija in Čangabanga, na južni pa ledenik Trisul, ki priteka z istoimenskega vrha. Ta del svetišča je dostopen od zunaj (čeprav je treba prečkati 4000 m prelaza). Prva resna plezalna odprava, ki je šla skozi Zunanje svetišče, je bila odprava T. G. Longstaffa, ki se je leta 1907 povzpel na Trisul I preko istoimenskega ledenika.

## Živalstvo
Pogosti večji sesalci so himalajski mošusni jelen, sumatrski serov (Capricornis sumatraensis) in himalajski tahr. Himalajskega gorala ne najdemo v parku, ampak v njegovi bližini. Mesojedce predstavljajo snežni leopard, himalajski črni medved (Ursus thibetanus laniger) in morda tudi himalajski rjavi medved. Langurje najdemo v parku, medtem ko je znano, da se rezus makaki pojavljajo v sosednjih območjih parka. V znanstveni ekspediciji leta 1993 je bilo prepoznanih skupno 114 vrst ptic.

## Rastlinstvo
Narodni park Nanda Devi je dom najrazličnejših rastlin. Tukaj je bilo najdenih približno 312 rastlinskih vrst, med katerimi je 17 redkih vrst. Jelka, breza, rododendron in brin so glavna flora.
V notranjem svetišču je vegetacija redka zaradi suhih razmer. V bližini ledenika Nanda Devi ne boste našli vegetacije. Ramani, alpski mahovi in lišaji so druge pomembne rastlinske vrste, ki jih najdemo v narodnem parku Nanda Devi.

## Imenovani vrhovi parka in okolice

### Znotraj svetišča
Poleg Nanda Devija ležijo še naslednji vrhovi:
- Nanda Devi: 7816 m
- Devistan I, II: 6678 m, 6529 m
- Riši Kot: 6236 m

### Na steni svetišča
Ti vrhovi so navedeni v smeri urinega kazalca, začenši severno od soteske Riši. Nekateri izmed njih so razmeroma manjši vrhovi in manj topografsko izstopajo, drugi pa so samostojni vrhovi.
- Hanuman: 6075 m
- Dunagiri: 7066 m
- Changabang: 6864 m
- Kalanka: 6931 m
- Rishi Pahar: 6992 m
- Mangraon: 6568 m
- Deo Damla: 6620 m
- Bamchu: 6303 m
- Sakram: 6254 m
- Latu Dhura: 6392 m
- Sunanda Devi: 7434 m
- Nanda Khat: 6611 m
- Panwali Doar (ali "Panwali Dwar"): 6663 m
- Maiktoli: 6803 m
- Devtoli: 6788 m
- Mrigthuni: 6855 m
- Trisul I, II, III: 7120 m, 6690 m, 6008 m
- Nanda Ghunti: 6309 m
- Bethartoli Himal: 6352 m

### Tik zunaj stene
Sledijo najbolj opazni vrhovi, ki mejijo na steno; vsi so z visokimi prehodi povezani s steno. Ležijo tik izven meja parka.
- Hardeol: 7151 m (severovzhodni kot)
- Trishuli: 7074 m (tik za Hardeolom)
- Nanda Kot: 6861 m (jugovzhodni kot)
- Nanda Ghunti: 6309 m (jugozahodni kot)

## Naprava za vohunjenje Nande Devi na jedrski pogon
V obdobju hladne vojne, ko so Kitajci leta 1964 izvedli svoj prvi jedrski poskus in mu je sledilo testiranje raket, sta ZDA in Indija aktivno sodelovali pri vohunjenju za kitajskimi jedrskimi zmogljivostmi. Pred pojavom vohunskih satelitov se je večina skrivnega zbiranja obveščevalnih podatkov zanašala na zemeljske senzorje. Kitajski objekt za testiranje raket je bil severno od himalajskega območja, kar je bila velika ovira pri zaznavanju telemetričnih signalov raket. CIA je iskala vrh Himalaje, ki je dovolj visok, da bi zagotovil neposreden vidni pas kitajskega območja testiranja raket. Skupaj z indijskim obveščevalnim uradom so načrtovali tajno misijo za namestitev prisluškovalne naprave na jedrski pogon na vrh vrha Nanda Devi. Skupna ekipa Cie je najela ameriške alpiniste skupaj z indijskim kontingentom obrambnih sil, ki so bili določeni za izvedbo tajne misije. Takrat se je končala alpinistična sezona in misija se je srečala s slabimi podnebnimi razmerami. Za seboj so pustili napravo na plutonijevo gorivo z namenom, da svoj poskus obnovijo v plezalni sezoni naslednje leto. Nadaljnja indijska odprava v naslednji sezoni je ugotovila, da naprava manjka tam, kjer je bila zasidrana. Verjetno je padla zaradi skalnega podora in zdrsnila proti ledenikom ter s seboj nosila plutonij. Vse nadaljnje tajne ekspedicije, ki so bile sprožene za pridobitev naprave, so bile neuspešne. Leta 2018 so poročali, da se je minister za turizem države Utarakhand g. Satpal Maharaj srečal s predsednikom indijske vlade, da bi izrazil svoje bojazni, da atomska naprava, ki je izginila pred več kot 50 leti, morda onesnažuje vode Gangesa.